# Ignaz Robert Schütz
Ignaz Robert Schütz (* 14. Juni 1868 in Brüsau; † 12. August 1927 in Brünn) war ein sudetendeutscher Physiker, Mathematiker und Journalist. Bekannt ist er vor allem als Assistent von Ludwig Boltzmann und Schachtheoretiker.

## Leben
Ignaz Schütz wurde 1868 im Städtchen Brüsau im Schönhengstgau geboren. Er entstammte einer jüdischen Familie aus Gewitsch, die nicht verwandt ist mit der katholischen Papierfabrikanten-Familie des Ignatz Schütz (1803–1894) aus Hinterwasser bei Brüsau. Der Vater Simon Schütz betrieb eine Gemischtwarenhandlung in Brüsau, die Mutter Amalie führte den Haushalt. Zusammen mit seinen Geschwistern wuchs Schütz in bescheidenen Verhältnissen auf. Nach dem Besuch der Brüsauer Volksschule wechselte er 1880 auf das Obergymnasium in Iglau und danach auf das Gymnasium in Brünn, das er 1888 verließ. Daran reihte sich das Studium in den Fächern Mathematik, Physik und Philosophie an der Ludwig-Maximilians-Universität in München. Von 1891 bis 1894 war Schütz der erste Assistent des Ludwig Boltzmann.
Nach dem Wegzug Boltzmanns aus München im Jahre 1894 war Schütz noch ein paar Jahre bei der Königlichen Gesellschaft der Wissenschaften zu Göttingen, wo er u. a. publizierte. Doch als einer seiner Brüder ernsthaft erkrankte, kehrte Schütz in seine mährische Heimat zurück und ließ sich endgültig in Brünn nieder. Hier lebte er zusammen mit seinem jüngeren Bruder Albert Schütz (1870–1936) in einer Wohnung. Während des Ersten Weltkrieges war er bei der Brünner Schützenwehr, die in der Stadt für Ordnung sorgte und erhielt noch im September 1918 im Rang eines Oberleutnants das Kriegskreuz für Zivilverdienste III. Klasse. Bis zu seinem Tod im Jahre 1927, der nach einer schwierigen Operation eintrat, arbeitete Schütz in der Schriftleitung der Brünner Tageszeitung „Tagesbote“. Schütz war in Brünn ein Original und für sein unordentliches Äußeres bekannt. Für seine philosophischen Marotten erhielt er den Spitznamen „Brünner Diogenes“. Seine Vorträge im Deutschen Haus fanden damals großen Anklang.

## Das Boltzmann-Universum
Der Name Ignaz Schütz ist unzertrennlich mit der Person Boltzmanns verbunden. Zur Entstehung des Universums stellte Boltzmann zwei Hypothesen auf, wobei die zweite seinem Assistenten Ignaz Schütz zugeschrieben wird. Die erste Hypothese besagt, dass das Universum aus einem Zustand der Unordnung (Entropie) durch einen bisher unbekannten Grund entstand. Diese Theorie gilt heute allgemein als richtig. Die zweite, wohl von Schütz entwickelte Hypothese besagt hingegen Folgendes: das Universum verbringe die größte Zeit der Ewigkeit in einem eigenschaftslosen Zustand, dem Big Freeze. Dann aber sei es zu einer seltenen thermischer Fluktuation gekommen, bei der Atome so gegeneinander geprallt seien, dass das Universum entstanden ist.

## Schach
Neben der Naturwissenschaft war es vor allem das Schachspielen, das Schütz' große Passion gewesen war. Seit 1919 schrieb er im „Tagesbote“ täglich eine Schachspalte mit Theorie. Als Obmann des Brünner Schachvereins bewirkte Schütz ein allgemeines Aufblühen des Schachs in der Region. Er stand unter anderem mit Schachweltmeister Emanuel Lasker in Kontakt. Der Brünner Schachverein finanzierte nach Schütz Tod sein Grabmal auf dem jüdischen Friedhof Brünn.

## Schriften
- 1894: Allgemeine Lösung der Magnetisierungs-Gleichung für den Ring
- 1897: Prinzip der absoluten Erhaltung der Energie
- 1898: Ein elementares Übungsbeispiel zur Potentialtheorie